# Војнодипломатско представништво
Војнодипломатско представништво (скр. ВДП) је институција који заступа интересе оружаних снага (ОС) једне државе у другој држави, а која је успостављена у склопу дипломатске мисије у тој земљи. Израз „војнодипломатско представништво — ВДП” нашло је утемељење у обичајној пракси дипломатије. Сачињавају га војни изасланик са војним изасланицима видова ОС и/или њиховим помоћницима и административно-техничким особљем. У саставу је дипломатског представништва своје земље. Војнодипломатско представништво, као институција ресора одбране и специфичних задатака које обавља, а који проистичу из основних функција Бечке конвенције о дипломатским односима, у ствари је део дипломатског представништва.

## Почетак успостављања дипломатских односа
Како би се говорило о дипломатским односима и историјату истих, пре свега је потребно одредити шта су то дипломатски односи. Дипломатски односи или дипломатија јесте вештина вођења преговора између представника држава. Углавном се односи на међународну дипломатију, односно на међународне односе кроз разговор професионалних професионалних дипломата са освртом на комплетан дијапазон различитих горућих питања. Међународни споразуми су између осталог углавном договорени од стране дипломата пре него што их државници прихвате. Дејвид Стивенсон примећује да је термин „дипломата” до 1900. године означавао дипломатску делатност, конзуларну делатност као и министре спољних послова. Дипломатски представници данас, суштински обављају једну значајну функцију, а то јесте обавештајна функција.
Неки од најранијих познатих дипломатских записа представљају писма из Амарне, слана између фараона осамнаесте династије Египта и Амру владара Канана током четрнаестог века п.н.е. Након битке код Кадеша 1274. године п.н.е. током владавине деветнаесте династије, фараон Египта и владар Хетитског царства саставили су први познати међународни мировни споразум који је преживео у фрагментима на каменим плочицама. Данас је то познато као Египатско-хетитски мировни споразум.
Један од чиниоца у развоју модерних дипломатских односа, свакако је папска дипломатија. Папска дипломатија је облик дипломатије који се развијао упоредо са византијском дипломатијом, а њен значај се огледа у томе што су папски представници деловали на подручју свих тадашњих држава на основу чињенице да су били изасланици државе која је центар католичке вере. Као изворе обавештавања користили су комплетно католичко становништво на том подручју, све ово им је било омогућено чињеницом да су заправо били овлашћени од стране институције која је у том тренутку држала монопол над веровањем људи. Такође оно што је интересантно јесте и чињеница да се папска дипломатија користила најпрљавијим методама и средствима, као што су обмане, насиље, разна лукавства, издаје, фалсификати и слични поступци.
Период од 1810. до 1852. године јесте период појаве легалних сталних војних дипломатских представника. Европске државе почеле су са отварањем војнодипломатских представништава при својим амбасадама у иностранству.
Током кулминације тензија пред почетак Први светски рат, сврха војне дипломатије свела се на три циља:
1. привући што више савезника из неутралног блока себи;
2. уверити свет и сопствени народ да свака од њих води одбрамбени рат;
3. што боље се обавестити о ратним могућностима, намерама и поступцима непријатељске стране.

Овај период је такође јако битан и због чињенице да се први пут успоставља институција војнопомориског аташеа, као и војновздухопловних аташеа.
Период између два рата је карактеристичан по чињеници да се број ВДП значајно увећао иако је Версајским уговором било дефинисано да поражене државе немају право да упућују „војне мисије”, што је практично значило да им је забрањено да упућују ВДП у иностранство.
Почетак Другог светског рата, враћа деловање ВДП у период 1914—1918. године и њихови циљеви постају практично идентчни. Након овог вишеструко деструктивнијег (у односу на Велики рат) догађаја, ВДП улази у фазу идеолошке обојености и циљеви у складу са блоковском политиком Хладног рата мењају се у правцу привлачења идеолошких симпатизера на сопствену страну. Након Пада берлинског зида и распада Совјетског Савеза, ВДП улази у оквире дефиниције која се данас користи.

### Војнодипломатски представници Србије
Први војни изасланик Кнежевине Србије био је мајор Константин (Кока) Миловановић који је 1878. године послат на дужност у Беч, на којој остаје све до 1880. године.
Република Србија тренутно има у функцији 21 изасланство одбране. У четири државе у саставу изасланстава налазе се изасланик и помоћник изасланика одбране (Сједињене Америчке Државе, Велика Британија, Немачка и Русија). Остала изасланства у свом саставу имају изасланика (суседи — Хрватска, Мађарска, Румунија, Бугарска, Македонија, Босна и Херцеговина; европске земље — Француска, Италија, Аустрија, Грчка, Белгија, Турска и Шпанија; Азија — Кина и Израел; Африка — Египат и Алжир). На принципу нерезиденцијалне акредитације покривено је још четири државе (Канада, Норвешка, Словачка и Словенија). 40 У Србији је тренутно акредитовано 38 војнодипломатских представника, од којих је 8 са акредитацијом на нерезиденцијалној основи, односно са седиштем у неким од наших суседних држава.
Војно представништво у Мисији Републике Србије при НАТО-у успостављено је 27. септембра 2010. године са основним задатком да представља Министарство одбране и Војску Србије у седишту НАТО-а и ЕУ у Бриселу. Битан аспект рада Војног представништва је заступање безбедносних и одбрамбених интереса Републике Србије у НАТО и сталним мисијама држава чланица, учествовање у раду организационих целина НАТО-а, као и пружање подршке учешћу представника Министарства одбране и Војске Србије у раду политичко-војних, војних и административних органа НАТО-а. Такође, сарађује са НАТО и државама чланицама и извештава о активностима и развоју догађаја у НАТО-у. Војно представништво у Мисији Републике Србије при НАТО-у има двојаку функцију, пошто поред наведених задатака извршава и задатке у вези с војном сарадњом са ЕУ, чиме пружа допринос у остварењу најважнијег спољнополитичког циља наше државе — чланства у ЕУ.

## Организација ВДП
Идеја о формирању институције војнодипломатског представништва проистекла је из потребе да се увећа број војнодипломатских представника, односно војних аташеа у саставу дипломатске мисије. Милан Зечевић у својој књизи Војна дипломатија дефинисао је три модела војнодипломатских представништава: западни, источни и модел независних земаља, али се истовремено и оградио условним прихватањем ове тезе јер организацијско-формацијска структура ВДП зависи од бројних фактора који доминирају у држави, односно војсци која твори своју структуру уважавајући пре свега специфичности и услове који доминирају у међународним односима. Ту се пре свега мисли на спољну политику државе, тј. националне интересе и безбедносне приоритете, материјалне могућности државе и војске и људске ресурсе којима располажу. Како наводи румунски пуковник Кристијан Еремиа (бивши изасланик одбране Румуније у Немачкој) у свом чланку „Изасланици одбране, вектори дипломатије одбране”, број чланова војнодипломатског представништва формира се на основу више фактора, као што су:
- важности државе пријема
- да ли је будућа ДП чланица НАТО или није
- ниво успостављених билатералних односа
- политички, војни и обавештајни захтеви у ДП
- интензитет активности неопходних за праћење регионалних догађаја
- могућност акредитације у треће државе на нерезиденцијалној основи

Организацијско-формацијска структура сва три поменута модела, које је неспорно диктирала тадашња подела света на војно-политичке блокове и савезе, у основи је била идентична. Заједничко за сва ВДП, а на основу Бечке конвенције о дипломатским односима, јесте да су имали дипломатско, административно-техничко и послужно особље или само део набројаног особља, а скоро увек дипломатско особље. Међутим, постоје примери да је канцеларија војног изасланика бројала и по неколико десетина чланова. „Амерички амбасадор Briggs суочио се са проблемом када је 1949. године постављен у Праг. Амбасада је бројала 80 лица на дипломатској листи, од којих је 33 припадало уреду војног изасланика.”
Од дипломатског особља, ВДП су чинили војни, поморски и ваздухопловни аташеи, помоћници за видове од којих је један обично обављао дужност заменика шефа ВДП и помоћници видовских аташеа, аташе за питања војног наоружања, односно војно-економски аташе или помоћник војног аташеа за војноекономску сарадњу.
Од административно-техничког особља, најчешћи ангажман имали су секретари војног аташеа, шифранти, електроничари, финансисти и преводиоци.
Од послужног особља, за рад у ВДП могу бити ангажовани возач, механичар, келнер, кувар, баштован, спремачица и остала лица која се најчешће ангажују као локална радна снага.
Одређеном комбинаториком а првенствено вођена војно-политичким и економским факторима, свака војска одређује организацијско-формацијску структуру свог војнодипломатског представништва. Наравно, не морају сва места бити попуњена, што зависи од бројних фактора које диктира сам живот и услови у држави пријема. „Састав војних изасланстава Југословенске армије у периоду од 1945. до 1949. године најчешће је био: војни изасланик, 1—3 његова помоћника, секретар, шифрант/телеграфист, возач, када се ради о великим земљама. У суседним земљама и свим другим земљама Европе, војно изасланство су сачињавали: војни изасланик, један помоћник, секретар, шифрант и возач; или војни изасланик, један помоћник, секретар и возач; или војни изасланик, секретар и шифрант или возач”.
Војска Југославије је 1996. године прихватила и увела у употребу назив изасланик одбране, подразумевајући да он у држави пријема представља целокупне ОС, а не само тадашњу Војску Југославије.

## Функције ВДП
У почетку свог модерног постојања, током 19. века, ВДП се у овкиру војне дипломатије углавном скоро потпуно фокусирао, искључиво на прикупљање података о оружаним снагама и безбедносним ситуацијама у страним државама, са акцентом на евалуацију тренутног стања оружаних снага као и могућности напада. Овај традиционални фокус војне дипломатије је врло добро документован, нпр. у инструкцијама за Аустријске официре који су радили на позицијама ВДП у дипломатским мисијама ван граница Аустро-угарске које је саставио Ерл Радецки. Из тога тих инструкција сазнаје се да је улога ВДП да:
- добије прецизне и детаљне информације о оружаним снагама државе домаћина, превасходно, број одређеног вида и рода војске, борбени морал, ниво утренираности, тактике и интерну организацију главног командног штаба, али и личне и професионалне квалитете битних команданта,
- доћи до информација о догађајима који су битни из војне тачке гледишта, као што су изградња војних утврђења или других војних постројења, снабдевање новим оружијем или несвакидашњем концентрисању трупа у држави домаћину
- доћи до информације о кретању трупа и правцу војних операција које изводи држава домаћин у односу на трећу државу
- прикупити сазнања о битним војним циљевима и природи локалног окружења у држави домаћину са обазирањем на потенцијалне опције за управљање војним операцијама против њих и
- прикупљање информација о званичним документима, специјалистичким публикацијама, мапама и другим документима које могу имати релевантне информације о војсци.

У односу на 19. век, данашњи обим функција је далеко разноврснији. На основу тренутних извора може се закључити да постоји барем пет основних функција војне дипломатије који се могу разазнати у тренутној пракси војне дипломатије:
1. прикупљање и анализа информација о оружаним снагама и безбедносној ситуацији у држави домаћину
2. промоција сарадње, комуникације и заједничких веза између оружаних снага матичне државе и државе домађина
3. организација радних посета представницима ресора одбране, као и мирни боравак војних јединица матичне државе у држави домаћину
4. подршка пословним уговорима о оружју и војној опреми између матичне државе и државе домаћина
5. представљање матичне државе и њених оружаних снага на званичним церемонијама и другим званичним догађајима у држави домаћину.[11]

## Отварање и затварање ВДП
Успостављање дипломатских односа и размена сталних дипломатских мисија врши на основу узајамне сагласности двеју држава.
Што се тиче успостављања сталних војнодипломатских односа и отварања или размене сталних војнодипломатских представника, они не морају бити чин узајамности, односно сагласности обеју страна, јер већ постоје успостављени дипломатски односи. „Према томе, за постојање војног аташеа једне земље у другој, услов је пре свега да постоји стално дипломатско представништво земље која жели имати свог војног аташеа”. Једна држава може имати акредитованог војнодипломатског представника у другој држави а да ова друга нема интереса и намеру да отвори војнодипломатско представништво у овој првој држави. У том случају, држава без свог акредитованог војнодипломатског представника може своје задатке и обавезе, на плану билатералне војне сарадње, обављати преко дипломатског службеника своје амбасаде који је, поред редовне дужности, овлашћен и за послове војне природе, или да то чини посредством свог војног представника у сталној војној мисији акредитованој при седишту међународне организације као што су УН, НАТО или Организација за европску безбедност и сарадњу — ОЕБС.
Постоји још један начин успостављања војнодипломатских односа, и то на нерезиденцијалној основи. Наиме, држава која има акредитованог војнодипломатског представника у једној држави може да изврши акредитацију истог лица (ВДП) и за трећу државу, само у случају ако држава пријема нема ништа против да се са њене територије покрива трећа (обично суседна) држава. У том случају војнодипломатски представник може бити акредитован и за више држава са седиштем у једној од њих (члан 5. Бечке конвенције).

### Поступак успостављања војнодипломатског односа
Након успостављања дипломатских односа, односно отварања сталне дипломатске мисије у држави пријема (амбасаде), стекли су се правни и практични услови за отварање сталног војнодипломатског представништва — војног изасланства или изасланства одбране. „Питање се затим поставља да ли је држава која успостави дипломатске односе са неком другом државом и са њом размени стална дипломатска представништва обавезна у сваком случају да прихвати и војне аташее у саставу дипломатског представништва те земље. Држава пријема може одбити да прими службенике одређене категорије, па и војног аташеа или и када прима војне аташее, држава пријема може одбити да прими рецимо посебног поморског или ваздухопловног аташеа, или пак већи број помоћника и особља војног аташеа”, што је у складу са чланом 11. тачка 2. Бечке конвенције о дипломатским односима. У садашњој војнодипломатској пракси ретки су случајеви да се држави одашиљања сугерише број акредитованих службеника мисије (овде се првенствено мисли на већи број, али се ниједна ДП, бар званично, није обазирала на мањи број упућених дипломатских службеника из ДО — прим. аут.) али отвара могућност да држава пријема на бази реципроцитета упути исти број службеника у своју дипломатску мисију.
Отварање војнодипломатског представништва, као резултат добрих билатералних односа двеју држава, може бити претходно наговештено или чак договорено приликом сусрета министара одбране или начелника генералштабова (војна дипломатија на врху) или реализацијом неке од активности ad hoc војном дипломатијом. Наравно, поступак министра одбране и начелника генералштаба једне земље производ су заузетог званичног политичког става те државе, а војна сарадња двеју држава већ је претходним активностима „трасирана”, чиме су створени услови за успостављање војнодипломатских односа. Пријемом војнодипломатског представника једне државе у своју, дотична држава је прећутно сагласна да у одређеној мери дозволи увид и у своје оружане снаге, што очекује да учини и држава која је упутила захтев за акредитацију свог војнодипломатског представника.
Технички део реализације успостављања војнодипломатских односа регулише се дипломатским каналима путем нота, односно акредитацијом првог војнодипломатског представника у држави пријема. Детаљније о томе видети поглавља 7. и 8.
У случају да држава пријема не жели да прихвати отварање војнодипломатског представништва, односно да прихвати акредитацију првог војнодипломатског представника, своју одлуку о неприхватању може реализовати на два начина. Први је када се покрене формална иницијатива од стране једне државе и њене намере да то уради па јој се сугерише да још нису „сазрели услови” да се ниво дипломатских односа прошири и на ову област, а други начин је да се држава пријема оглуши о формални захтев државе која жели да отвори војнодипломатско представништво, односно упути првог војнодипломатског представника у државу пријема. Ово „оглушивање” о захтев државе именовања познатије је под називом „дипломатско ћутање”, што подразумева изостанак одговора на захтев уместо негативног одговора. По неписаном правилу, одговор државе пријема требало би да уследи најкасније до шест месеци од момента подношења захтева. У савременој дипломатској пракси, када је већина формалних активности услед технолошког напретка добила на убрзању, рок за давање одговора је краћи и креће се од два до три месеца. Званичним одговором МСП ДП информише амбасаду, која је поднела захтев за отварање ВДП, тј. захтев за акредитовање војног аташеа, да (ни)је сагласно, односно даје позитиван став формалним одговором у виду дипломатске ноте.
Пракса српске дипломатије налаже да јој се унапред саопшти име лица које се намерава именовати за војног аташеа у саставу стране дипломатске мисије. Таква пракса има утемељење у Бечкој конвенцији о дипломатским односима и треба наставити са њеном применом.
У пракси су познати примери када војнодипломатско представништво функционише на најнижем нивоу, односно ради само секретар војнодипломатског представништва у својству административно-техничког лица, које нема дипломатски статус па тиме није на листи акредитованих војнодипломатских представника. Међутим, у неким државама лица која раде на средствима криптозаштите (шифрери амбасаде и шифрери ВДП) могу имати дипломатски статус због природе посла који обављају, али се не појављују у дипломатском јавном животу државе пријема, нити су саставни део војнодипломатског кора.

### Затварање ВДП
Разлози за затварање војнодипломатског представништва могу бити следећи:
- прекид дипломатских односа
- непостојање (губитак) војних интереса у држави пријема
- светска економска криза[14]
- остали разлози (распад државе одашиљања, кризе, рат, елементарне катастрофе и сл.)
- ослањање на војну дипломатију војно-политичких савеза чији је држава члан

Прекид дипломатских односа двеју земаља није ретка појава у дипломатској пракси и они се аутоматски примењују и на војнодипломатске односе. Није забележен случај да су дипломатски односи прекинути а да је војнодипломатско представништво наставило са радом у држави пријема.
Непостојање или губитак војних интереса у држави пријема такође је редак случај, али реално могућ. Најчешће се губитак војних интереса у држави пријема односи на губитак обавештајног, војноекономског, војно-политичког и других интереса од важности за рад и функционисање војнодипломатског представништва. У том случају, када су исцрпене све могућности на плану набројаних поља интересовања у држави пријема, односно непостојања иједног разлога да војнодипломатски представник и даље борави у њој, он се повлачи, односно затвара се војнодипломатско представништво.
Уласком појединих држава у војно-политичке савезе наметнула се потреба за отварањем војне мисије. Са овим новим видом војнодипломатског представљања, традиционална војна изасланства почела су да губе на значају, односно дошло је до смањења броја чланова у одређеним ВДП, па чак и до гашења војног изасланства. Овај процес је двостран, па су тако и неке старије чланице војно-политичког савеза, учлањењем треће државе у савез, изгубиле пре свега обавештајни интерес за ту земљу и затвориле своја војна изасланства.
Остале разлоге због којих може доћи до затварања војнодипломатског представништва новија историја бележи у случају распада државне заједнице Србија и Црна Гора (ДЗСЦГ). Наиме, по осамостаљењу Србије и Црне Горе, тадашње војнодипломатско представништво ДЗСЦГ у Хрватској било је затворено. Тек након правног формирања Републике Србије и њеног признавања у УН као самосталне државе, односно доношења Устава и осталих уставотворних аката, стекли су се услови да се отвори војнодипломатско представништво у поменутој држави.
Остали разлози (кризе, рат, елементарне непогоде и катастрофе и сл.) могу бити повод за затварање војнодипломатског представништва, али нас пракса учи да је баш у таквим околностима крајње неопходно да војнодипломатски представник буде присутан и са „лица места” извештава о условима и догађајима у држави пријема. Наравно, ако се ради о пријатељској земљи, војнодипломатски представник ће у оквиру својих могућности помоћи држави пријема у таквој ситуацији, доприносећи тиме изградњи још бољих пријатељских односа двеју држава.
Изасланик одбране Републике Србије у Републици Грчкој је у августу 2007. године дао пун допринос ангажовањем на координацији активности у одбрани и санацији последица од пожара.
Ратни сукоби такође могу бити повод за затварање војнодипломатског представништва, а нарочито ако је тај сукоб између државе одашиљања и државе пријема војнодипломатског представника. Тада се прекидају дипломатски односи, дипломатско и службено особље мисије враћа се у матичну државу а дипломатска мисија престаје са радом, односно бива затворена. У том случају ступање у контакт са предметном државом врши се преко силе или сила заштитница које су преузеле заштиту интереса држава чији су дипломатски односи у прекиду.

## Именовање чланова ВДП

### Акредитација шефа војнодипломатског представништва
„На Бечкој конференцији о дипломатским односима било је отворено питање да ли и за ову врсту дипломата треба увести обавезну сагласност државе пријема или оставити на одлучивање свакој држави да самостално одреди хоће ли постављати такав услов или не. Преовладало је друго становиште. Члан 7. Бечке конвенције предвиђа да у погледу војних, поморских или ваздухопловних аташеа, држава код које се акредитује може захтевати да јој се њихова имена унапред саопште ради сагласности.”
Држава која жели да акредитује шефа војнодипломатског представништва у својству изасланика одбране или војног, поморског или ваздухопловног изасланика одређеног вида војске у другој држави то чини на следећи начин:
- министарство одбране упућује ноту свом министарству спољних послова у којем га обавештава о намери да упути професионално војно лице у својству изасланика одбране (и)или изасланика вида војске у одређеној држави са којом су успостављени пуни дипломатски односи. У прилогу ноте доставља се кратка биографија будућег шефа војнодипломатског представништва
- министарство спољних послова упућује захтев министарства одбране својој амбасади у држави пријема да обавести домаћина о намери да акредитује свог војнодипломатског представника у наведеном својству
- министарство спољних послова државе пријема прихвата ноту амбасаде и разматра њен предлог, односно најчешће упућује допис свом МО и МУП о намери дотичне државе да акредитује војнодипломатског представника у њиховој земљи. Овај допис није само информативног карактера већ и упитног да ли наведена министарства ДП располажу подацима о номинованом војнодипломатском представнику који би представљали сметњу за његову акредитацију. Ако не постоје компромитујући подаци о будућем војнодипломатском представнику, сагласности министарстава државе пријема се обједињавају у МСП које издаје консантман, односно одобрење да је војнодипломатски представник прихваћен у једном од следећих својстава: (1) изасланик одбране, (2) војни, поморски и ваздухопловни изасланик, (3) изасланик вида и (4) изасланик за НВО, и о томе нотом обавештава амбасаду државе одашиљања
- амбасада државе одашиљања добијени консантман дипломатским каналом доставља свом МСП, а оно обавештава министарство одбране да је предложено професионално војно лице прихваћено од стране државе пријема у траженом својству

На консантман се у начелу чека два-три месеца од датума упућивања ноте. За то време неупутно је вршити притисак на органе државе пријема и распитивати се да ли је дотично лице прихваћено у траженом својству или не.
Дипломатски представници односно амбасаде могу, али на веома дискретан начин, да се „распитају” у ком статусу је захтев за консантман. Понекад постоје објективне околности које могу да утичу на „пробијање” разумног рока од 2—3 месеца, као што су тромост административног апарата, сезона годишњих одмора или везаност дана државних, верских и међународних празника у држави пријема.
У војнодипломатској пракси познати су случајеви одбијања захтева, односно „добронамерног сугерисања” или „дипломатског ћутања” на захтев државе одашиљања. „Један од најпознатијих случајева где је одбијен консантман за војног изасланика је онај совјетског пуковника Кучумова кога је совјетска влада предлагала за свог ваздухопловног аташеа у Лондону. Британци су ставили на знање Совјетима да британска обавештајна служба поседује податке о пуковнику из времена када је био на служби у Вашингтону и да би било пожељније да се тражи сагласност за неко друго лице, што је совјетска влада и учинила именовавши пуковника Ф. Румјанцова, који је био прихваћен без тешкоћа.”
Према члану 9. Бечке конвенције о дипломатским односима, држава пријема има право да без образложења саопшти да је одређено лице persona non grata, односно за њу неприхватљиво, без обзира да ли је лице именовано за шефа ВДП или његовог члана. „Француска је 1946. године одбила да прихвати Љубу Илића као нашег војног аташеа Амбасаде ФНРЈ у Паризу, наводећи да он има висок чин у француској војсци.” Са друге стране, тадашња СФРЈ одбила је да Великој Британији да свој пристанак да отвори Уред поморског аташеа у Сплиту. „Године 1915. Влада САД је обавестила немачког амбасадора у Вашингтону да даље присуство капетана Бој Еда (Boy-Ed) и Ван Папена (Van Papen), немачког поморског и војног аташеа, не би било у служби њихове дипломатске мисије и не би било прихватљиво због њихових веза са илегалним делима са извесним особама у САД. Они се позивају да се врате у Немачку, под сигурним условима одобреним од стране Савезничких снага, а на захтев Владе САД”.
Акредитација шефа војнодипломатског представништва или војног изасланика може бити и на нерезиденцијалној основи, односно може бити именован у том својству у саставу дипломатских мисија у више држава. То значи да поред државе за коју је акредитован и у којој перманентно борави, претходно своју намеру нотификује заинтересованим државама и да се ниједна од тих држава изричито не супротставља таквој намери (члан 5. Бечке конвенције). У том случају поступак је сличан претходно описаном. Акредитовани војнодипломатски представник на нерезиденцијалној основи ужива сва права и привилегије као резиденцијални војнодипломатски представници.
Појам „резиденцијална основа” не мора да се односи на другу, односно страну државу, тј. појам „нерезиденцијална основа” да се односи на трећу државу. Акредитација војнодипломатског представника на нерезиденцијалној основи може бити и из саме државе одашиљања. Наиме, тадашња ЈНА отворила је војно изасланство у Шведској са седиштем у Београду „ради штедње а и због мањег обавештајног интересовања за земљу. Први војни изасланик ЈНА у Шведској био је пуковник Никола Антић, а Шведске армије у СФРЈ — пуковник Ј. Берзелиус”.
Даном представљања у одељењу за везу са страним војним представницима војнодипломатском представнику почиње да „тече дипломатски стаж” у држави пријема. Са тим датумом нови војнодипломатски представник се региструје у дипломатској листи, где се наводи чин, име и презиме и име и презиме супружника. „Обично се војни аташе пријављује на дипломатској листи на трећем месту — иза амбасадора и опуномоћеног министра (министра — саветника) или саветника. Овако се поступа чак и када војни аташе има чин и ранг који га стављају одмах иза амбасадора зато да не би дошао у ситуацију да буде постављен за привременог отправника послова (chargé d' affaires ad interim); сматра се, наиме, да није примерно да дипломатску мисију у било којем тре- нутку води војна особа, тако да се војни изасланик и његов помоћник никада не постављају у ту функцију. Још је елегантније да се дипломатско особље наведе у дипломатској листи по хијерархијском реду, а за- тим се одвојено (то се визуелно постиже помоћу мале цртице или три звездице) наводе војни изасланик, те његови помоћници”.

### Нотификација чланова војнодипломатског представништва
Нотификација дипломатског особља врши се на следећи начин.
Амбасада нотом обавештава дипломатски протокол МСП државе пријема да је војнодипломатски представник, који у конкретном случају може бити помоћник изасланика одбране или помоћник војног, поморског или ваздухопловног аташеа, преузео наведену дужност. Уз ноту се прилажу и основни биографски подаци за супружника и децу и њихове фотографије ради добијања дипломатске личне карте. Сама сврха нотификације о именовању чланова мисије, укључујући и чланове војнодипломатског представништва, има своје практичне разлоге. Без обзира што се држава пријема, сем заиста изузетно, у та именовања не меша, она ипак жели да има потпуне податке дипломатског и административног особља свих страних мисија. То је неопходно и због самих послова дипломатске мисије према држави пријема — у сваком тренутку треба знати ко је надлежан за привредна, културна, војна и друга питања, а истовремено је једна од обавеза државе пријема и заштита и одређени третман тих лица.
Нотификација чланова ВДП са дипломатским статусом може започети и пре упућивања, односно одласка у државу пријема. „За остале чланове особља мисије, осим за шефа мисије и војне изасланике, држава која акредитује дипломатским путем, обично две до три недеље пре ступања на дужност, односно одласка у државу код које се акредитује, саопштава држави код које се акредитује имена и основне податке о одређеним члановима особља, дајући на тај начин могућност држави код које се акредитује да испита прихватљивост тих лица, односно прогласи их за persona non grata или неприхватљиве. Када између две државе постојi визни систем, тај поступак се одвија кроз захтев за давање улазне визе, при чему недавање, односно одбијање издавања визе уједно значи да је такво лице неприхватљиво за државу код које се акредитује.”
На основу нотификација, кад је реч о дипломатском особљу, министарство иностраних послова државе пријема, обично његов протокол, установљава листу дипломатског кора у коју се, абецедним редом, по државама, наводе мисије које делују у главном граду, а за сваку мисију даје се, почев са шефом, списак дипломата рангираних према функцији коју у мисији врше, њихова адреса и, евентуално, још неки други лични подаци. Листа се доставља државним органима и организацијама које улазе у службене контакте са страним мисијама, као и свим дипломатским мисијама. За административно и техничко особље таква листа се не води, али министарство иностраних послова ДП води и за њих одговарајућу евиденцију. Овакав начин вођења евиденције потребан је ради надзора државе пријема над особљем дипломатских мисија, и ради тачног прецизирања њиховог статуса будуће да је, видећемо то када ближе буду разматрана питања привилегија и имунитета, обим имунитета и олакшица зависан од тога да ли се ради о особљу са дипломатским или административним статусом или о локалној радној снази, односно услужном особљу.
Исти је разлог због којег дипломатска мисија нотификује долазак и боравак чланова породице особља, па и послуге. „Ова лица такође могу бити проглашена непожељним особама, али се и са њима мора поступати с одређеним обзирима, будући да и она уживају становите привилегије и имунитете.”

## Методе рада ВДП
ВДП је кроз своју историју развоја користио мање или више исте методе рада, међутим у складу са развојем технологије и због других фактора који се тичу развоја и напретка људског друштва дошло је до промене начина на који се методе рада спроводе.

### Легални метод рада
Легални рад ВДП, као и дипломатског тела огледа се пре свега у прикупљању информација из јавно доступних извора, као што су: медији, изјаве, састанци, извештаји и сл. Преко ових канала, ВДП може да дође до неких основних информација. Оно што је нпр. привилегија ВДП јесте могућност да присуствује парадама, аероманеврима и војним вежбама, на којима може да добије огромну количину информација о стању оружаних снага државе у коју је послат. Иако се на војне параде углавном шаље само део војске и то онај најелитнији, војнодипломатски представник може да стекне неку реалну слику стања ствари у оружаним снагама државе домаћина.

### Забрањени метод рада
Дипломатија је тесно везана за шпијунажу, односно прикупљање обавештајних података. Амбасаде су базе за дипломате као и за шпијуне, док су поједине дипломате отворено познате као шпијуни. Током 17. и 18. века од дипломатских представника захтевало се да се поред свог регуларног деловања баве и пословима шпијунаже, због чега су добили назив „поштени шпијуни”. За тај посао, добијали си материјална и друга средства како би поткупили утицајне људе и самим тим сазнали тајне које су потребне властодршцима у сопственој држави. Одличан пример овога јесте посао војних аташеа чији је један од главних задатака сазнавања што више информација о војсци државе у којој су смештени и слање тих информација назад, пре свега службама безбедности. Такође, агентурни рад дипломатско-конзуларног тела огледа се умногоме у томе да у већини амбасада постоје индивидуе које добијају лажне позиције у амбасади, а налазе се ту са једним главним циљем, а то је да успостављају и координирају шпијунским прстенима у држави домаћину. Путем ових шпијунских прстена, они на илегалан начин долазе до информација које су иначе носе различите ознаке поверљивости. Уколико буду откривени, бивају протерани из амбасаде; мада се труде да сакрију свој идентитет. Иако је дакле казна протеривање из амбасаде, контра-обавештајне службе државе домаћина воле да их оставе близу како би их пратили.
Информације добијене на овај начин су јако битне, поготово у сфери поштовања споразума о контроли наоружања, заједно са подацима добијеним шпијунским сателитима. Без ових информација комплетан дипломатски однос је подложан сакаћењу и постаје морбидно компликован.